# Tranemo pastorat
Tranemo pastorat var ett pastorat i Kinds kontrakt i Göteborgs stift i Svenska kyrkan.
Pastoratskoden är 081207.
Pastoratet omfattade följande församlingar:
- Tranemo församling
- Mossebo församling
- Ambjörnarps församling
- Sjötofta församling

Pastoratet uppgick 2014 i Kinds pastorat.